# Arenillas
Arenillas je obec ve španělské provincii Soria v autonomním společenství Kastilie a León. V roce 2018 zde žilo 26 obyvatel. Leží v časovém pásmu UTC+01:00.